# A Lego-kaland
A LEGO kaland (eredeti cím: The LEGO Movie) 2014-ben bemutatott egész estés amerikai–ausztrál–dán vegyes technikájú film, amelyben valós és számítógéppel animált díszletek, élő és számítógéppel animált szereplők közösen szerepelnek. A játékfilm rendezői Phil Lord és Christopher Miller, a producerei Dan Lin és Roy Lee. A forgatókönyvet Dan Hageman és Kevin Hageman írta, a zenéjét Mark Mothersbaugh szerezte. A mozifilm a Village Roadshow Pictures gyártásában készült, és a Warner Bros. Pictures forgalmazásában jelent meg. Műfaját tekintve kalandos filmvígjáték.
Amerikában 2014. február 7-én, Magyarországon egy nappal korábban, 2014. február 6-án mutatták be a mozikban. 2019 februárjában érkezett meg a film folytatása, A LEGO kaland 2.

## Cselekmény
|  | Alább a cselekmény részletei következnek! |

A LEGO világban Vitruvius megkísérli megakadályozni, hogy a „Krégli” néven ismert csodafegyver a gonosz Lord Biznisz kezébe kerüljön. Vitruvius kudarcot vall, azonban megjövendöli egy bizonyos „Kiválasztott” eljövetelét, aki az Ellenállás Elemének segítségével legyőzi majd Lord Bizniszt.
8 és fél évvel később Emmet Brickowski (az angol „brick” szó a LEGO kockára utal), az átlagos építőmunkás átlagos életét éli a LEGO nagyvárosban. Munkaidő után felfigyel Vadócra, a titokzatos nőre, aki szemlátomást kutat valami után az építkezési területen. Emmet úgy dönt, utána jár a dolognak, aminek következtében lezuhan egy szakadékba, ahol megtalálja az Ellenállás Elemét, és különös késztetést érez, hogy megérintse. Miután így tesz, látomásokban részesül és eszméletét veszti. Rossz Zsaru, Lord Biznisz rendőrfőnökének kihallgatótermében tér magához. Mivel az Elem a hátára ragadt, Rossz Zsaru meg van győződve róla, hogy Emmet a Kiválasztott, valamint, hogy álruhás „Építőmester”. Emmet megtudja, hogy Lord Biznisz azt tervezi, hogy a Krégli segítségével – amely nem más, mint egy, a LEGO figurák méretéhez viszonyítva egy hatalmas tubus folyékony ragasztó – mozdulatlanná dermeszti az egész LEGO univerzumot. Vadóc megjelenik az őrsön és kiszabadítja őt, majd átkelnek a Vadnyugati világba, ahol előbbi elmeséli neki, hogyan választotta szét a rendet követelő Lord Biznisz a LEGO világokat, üldözve az Építőmestereket, akik kreatív hatalmukkal képesek új dolgokat létrehozni. Vadóc felkeresi a bárzongoristaként tengődő Vitruviust. Mikor megtudják, hogy Emmet nem Építőmester, elcsüggednek, Vitruvius azonban bízik benne, mivel Emmet látomásában képes volt megpillantani az istenségként tisztelt Fenti Embert, akit egy hatalmas emberi kéz alakjában ír le.
Rossz Zsaru és csatlósai hamarosan megjelennek a Vadnyugati világban, így Emmetnek és társainak menekülnie kell. Már azt hiszik, végük van, mikor azonban maga Batman tűnik fel a színen és megmenti őket. Batmannel együtt a Középkori világba jutnak, ahol egy szivárványon felhajtva megérkeznek Fellegvári Flúgországba, ahol a rózsaszín, macska és unikornis jegyeit viselő Csodakitti fogadja őket. Csodakitti elvezeti őket a Kutyába, ahol az Építőmesterek (a teljesség igénye nélkül Gandalf, Superman, Abraham Lincoln és Michaelangelo stb.) már összegyűltek és izgatottan várják a Kiválasztott érkezését. Az Építőmesterek azonban elhűlve tapasztalják, hogy Emmet nem is állhatna távolabb a megígért hőstől, és úgy döntenek, szétválnak. Emmet felfedezi, hogy a Vadnyugati világban Rossz Zsaru egy nyomkövetőt erősített rá, amelynek köszönhetően most rájuk talált és rendőreivel együtt támadást indított Flúgország ellen. Az Építőmesterek Emmet és társai kivételével mind fogságba esnek, előbbiek azonban Emmet korábban felvetett kreatív próbálkozásában, az emeletes kanapéban elrejtőzve megmenekülnek. A maroknyi Építőmester – Vadóc, Vitruvius, Batman, Csodakitti, Benny, a 80-as évekbeli űrhajómániás asztronauta és a hajóroncsokból összetákolt kiborg kalózkapitány, Fémszakáll – Emmet vezetésével tervet készít Lord Biznisz megállítására. Emmet ugyanis rájön, hogy Lord Bizniszt csak úgy lephetik meg, ha az Építőmesterektől megszokott kreatív ötletek helyett szokványos, formakövető (vagy, ahogyan az emeletes kanapé példázza, tökéletesen haszontalan és értelmetlen) eszközökkel hatolnak be a főhadiszállására, az Octan Toronyba. A csapat az Octan szabványa szerinti beszállító űrhajót épít, amelyhez Batman az Ezeréves Sólyom legénységétől lopja el a hajtóművet.
A terv sikeresnek bizonyul: Emmet és Vadóc – aki elárulja neki, hogy a valódi neve Lucy – bejutnak a Kréglinek helyt adó terembe és csaknem sikerül felhelyezni az Elemet (a ragasztó kupakját) a fegyverre, azonban Lord Biznisz robotjai rajtuk ütnek. Biznisz megöli Vitruviust és bebörtönzi Emmetéket a többi Építőmesterrel együtt. Emmet elkeseredik, miután Vitruvius utolsó szavaival bevallja, hogy a Kiválasztott próféciáját ő találta ki. Lord Biznisz elhagyja a Tornyot, előtte azonban meghagyja az azt vezénylő mesterséges intelligenciának, hogy semmisítse meg azt. Miközben elkezdi megfagyasztani a LEGO világot, Emmetet meglátogatja Vitruvius szelleme, aki közli vele, hogy noha a Kiválasztott próféciája csak mese, Emmet igenis hőssé válhat. Ettől fellelkesülve Emmet úgy dönt, feláldozza magát: kiveti magát a Torony alatt tátongó feneketlen semmibe, magával rántva az önmegsemmisítő akkumulátorát.
Az Építőmesterek kiszabadulnak, Vadóc pedig lelkesítő beszédet mond a világok lakóinak, amelyben arra ösztönzi őket, kövessék Emmet példáját és ébresszék fel a kreatív énjüket. A lakosok különböző járműveket és fegyvereket építenek, amelyek segítségével szembeszállnak Lord Biznisz robotjaival.
Mindeközben Emmet földet ér: kiszakadva a LEGO univerzumból a való világ létsíkján találja magát, mozgásképtelen műanyagfiguraként heverve a padlón, egy LEGO építményekkel teli alagsorban. Itt betekintést nyer a LEGO univerzum sorsát formáló eseményekbe: az alagsorban játszó kisfiú megpróbálja megakadályozni, hogy apja – a Fenti Ember – összeragassza a lego készleteket, így lehetetlenné téve, hogy új dolgok épülhessenek belőlük. Miközben a fiú által csinált „rendetlenségen” felháborodva a férfi hozzálát, hogy megvalósítsa a szándékát, Emmet magára vonja a gyerek figyelmét, aki folytatva a játékot visszajuttatja őt az asztalra, így a LEGO univerzumba, mint a Kiválasztottat. Emmet teljes értékű Építőmesterként és társai segítségével rohamot indít Biznisz anyahajója ellen.
Az apa, akit lenyűgöznek fia építményei, felfedezi, hogy Lord Biznisz minifigurája őt mintázza. A kisfiú és apja közti párbeszéddel párhuzamosan Emmet szintén felhívja Lord Biznisz figyelmét arra, hogy az általa rendetlenségnek bélyegzett jelenség valójában a folyamat, amely során az emberek az ő alkotásaiból újakat hoznak létre, valamint arra, hogy a Kiválasztottat jellemző csodás erő – az erő, hogy megváltoztassuk a világot – mindenkiben ott van, így Lord Bizniszben is. A barátságát ajánlja Biznisznek, aki ezt meghatódva elfogadja, miközben a való világban a kisfiú és apja megölelik egymást.
Lord Biznisz a ragasztóra helyezi a kupakot és nekilát, hogy ragasztóoldóval kiszabadítsa az embereket, miközben a kisfiú és apja ugyanezt teszik. Emmet és Lucy szerelmesekként egymásra találnak.
Mikor azonban úgy tűnik, minden jó, ha vége jó, az apa közli fiával, hogy ha mostantól szabadon lejöhet játszani az alagsorba, a kishúgát is le kell engednie – a LEGO univerzum metropolisza felett tarka űrhajók jelennek meg, amelyből földönkívüli hódítókként tetszelgő, agresszív Duplók érkeznek a városba…
|  | Itt a vége a cselekmény részletezésének! |

## Szereplők
| LEGOszereplő                    | Eredeti hang       | Magyar hang      |
| ------------------------------- | ------------------ | ---------------- |
| Emmet Kockowski                 | Chris Pratt        | Molnár Áron      |
| Vadóc / Lucy                    | Elizabeth Banks    | Pikali Gerda     |
| Batman / Bruce Wayne            | Will Arnett        | Fekete Ernő      |
| Benny (’80-as évekbeli űrhajós) | Charlie Day        | Kovács Lehel     |
| Csoda Kitty                     | Alison Brie        | Haffner Anikó    |
| Fémszakáll                      | Nick Offerman      | Borbiczki Ferenc |
| Lord Biznisz / Biznisz elnök    | Will Ferrell       | Kerekes József   |
| Rossz zsaru / Jó zsaru          | Liam Neeson        | Csernák János    |
| Han Solo                        | Keith Ferguson     | Csernák János    |
| Vitruvius                       | Morgan Freeman     | Kőszegi Ákos     |
| Superman                        | Channing Tatum     | Fluor Tomi       |
| Zöld Lámpás                     | Jonah Hill         | Csőre Gábor      |
| Csodanő                         | Cobie Smulders     | Bertalan Ágnes   |
| Gandalf                         | Todd Hansen        | Bács Ferenc      |
| C-3PO                           | Anthony Daniels    | Józsa Imre       |
| Shaquille                       | Shaquille O’Neal   | Bognár Tamás     |
| Abraham Lincoln                 | Will Forte         | Csuha Lajos      |
| William Shakespeare             | Jorma Taccone      | Pindroch Csaba   |
| Lando Calrissian                | Billy Dee Williams | Király Attila    |
| Szörfös Dave                    | Doug Nicholas      | Horváth Illés    |
| Zsarupapa                       | Liam Neeson        | Várkonyi András  |
| Zsarumama                       | Melissa Sturm      | Győry Franciska  |
| Gail                            | Melissa Sturm      | N/A              |
| Számítógép                      | Leiki Veskimets    | Kocsis Mariann   |
| Albus Dumbledore                | N/A                | Szersén Gyula    |
| „Hol van a gatyóm?” csávó       | N/A                | Törköly Levente  |
| Rádióbemondó                    | N/A                | Welker Gábor     |
| Élőszereplő                     | Színész            | Magyar hang      |
| Fenti ember                     | Will Ferrell       | Kerekes József   |
| Finn, a fenti ember fia         | Jadon Sand         | Straub Martin    |

Magyar változat

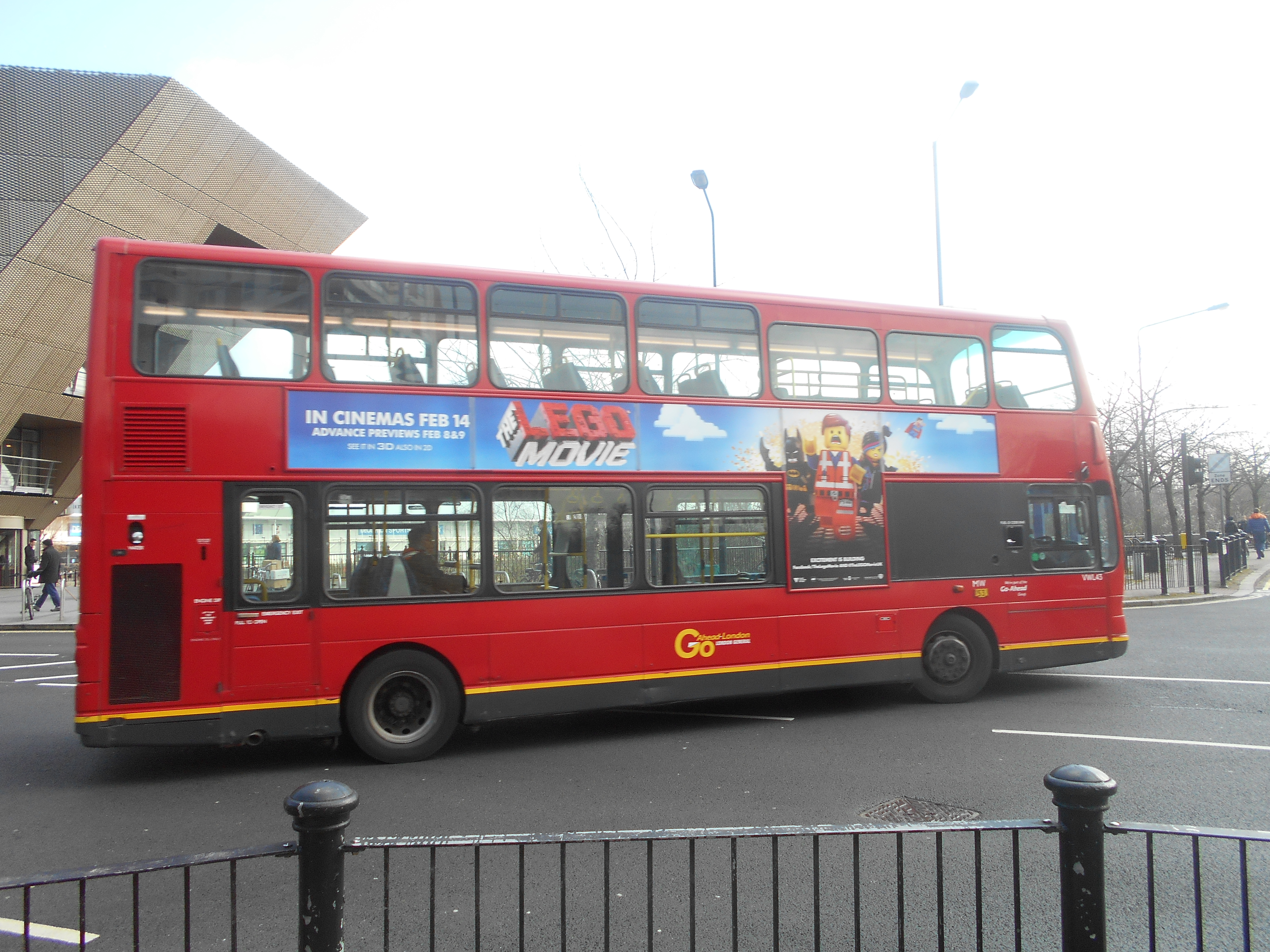
A filmet reklámozó autóbusz Londonban

A szinkront a Mafilm Audio Kft. készítette.
- Kórus: Baranyai Annamária, Fellegi Lénárd, Füredi Nikolett,
Magyar Bálint, Márkus Luca, Szemenyei János, Wégner Judit
- Magyar szöveg és dalszöveg: Tóth Tamás
- Hangmérnök: Márkus Tamás
- Rendezőasszisztens és vágó: Kajdácsi Brigitta
- Gyártásvezető: Fehér József
- Szinkronrendező: Tabák Kata
- Felolvasó: Bozai József

## Díjak és jelölések
| - BAFTA-díj - díj: legjobb animációs film - Szaturnusz-díj - díj: legjobb animációs film | - Key Art Awards - Best Audio/Visual Technique - SXSW Film Festival - Special Jury Recognition |

## Folytatás
A nagy sikerben reménykedve már 2014. február 3-án bejelentették a folytatást, a forgatókönyv megírására Jared Stern-t és Michelle Morgan-t kérték fel. 2014. február 21-én azt is bejelentették, hogy a folytatás várhatóan 2017-re vagy 2018-ra tehető. 2017-ben a LEGO Batman – A film című mozifilm kerül bemutatásra. Március 12-én derült ki, hogy a folytatást Chris McKay rendezi, Phil Lord és Christopher Miller producerként vesznek részt.